# Muzeum Historii Miasta Lublina
Muzeum Historii Miasta Lublina – oddział Muzeum Narodowego w Lublinie. Mieści się w budynku zabytkowej Bramy Krakowskiej. Powstał jako Dział Historyczny w 1965 roku. Zorganizowana tam wystawa stała „Historia miasta” przedstawia dzieje Lublina od okresu osadniczego (VI – VIII w.) do 1944 roku. Eksponaty rozmieszczono na czterech piętrach, wokół spiralnej klatki schodowej. Z ostatniej kondygnacji można oglądać panoramę miasta we wszystkich kierunkach.

## Historia
Oddział powstał jako pierwszy z rozlokowanych na terenie Lublina oddziałów Muzeum Lubelskiego. Początki sięgają 1961 r., kiedy w Muzeum Lubelskim powołano Dział Historyczny, który po czterech latach przeniesiono do odrestaurowanej Bramy Krakowskiej. Oddział od początku miał za zadanie gromadzenie pamiątek historycznych dotyczących historii regionu, a przede wszystkim miasta Lublina. Ze względu na charakter zbiorów w lipcu 1979 r. zmieniono nazwę na Muzeum Historii Miasta Lublina. Organizowano w nim wiele różnorodnych wystaw czasowych, głównie poświęconych znanym mieszkańcom Lublina lub ważnym miejscom i działalności nieistniejących już firm i instytucji, a także wystawy sztuki, w tym cykliczne ekspozycje sztuki współczesnej. Miejscem ekspozycji było nie tylko wnętrze Bramy Krakowskiej, ale również zewnętrzne krużganki.

## Zbiory
Muzeum posiada wiele zbiorów z przeszłości miasta – zabytki archeologiczne, dokumenty, fotografie, obrazy, czasopisma, pocztówki, wydawnictwa okolicznościowe, afisze, plakaty, druki ulotne oraz przedmioty użytkowe. Działy zbiorów to m.in.: zbiory artystyczno-historyczne, prasa, fotografie, zbiory dawnego Muzeum Trybunału Koronnego, zbiory dawnego Muzeum Historii Ruchu Robotniczego im. Bolesława Bieruta, dawna dokumentacja Muzeum Lubelskiego. Do cennych kolekcji należy zbiór pamiątek związanych z powstaniem styczniowym oraz zesłańcami syberyjskimi. Przechowuje również pamiątki po pierwszych latach działalności Muzeum Lubelskiego. Gromadzi również dokumentację współczesności, od lat 80. XX gromadzi materiały o ruchu „Solidarność”.

## Kondygnacje
Na I kondygnacji ekspozycja poprzez zbiory archeologiczne obrazuje najstarsze dzieje Lublina rozłożonego na czterech wzgórzach: Staromiejskim, Zamkowym, Czwartku i Grodzisku. Ponadto są tam również: kopia przywileju lokacyjnego Lublina z 5 sierpnia 1317 roku, dzwon zegarowy z 1585 roku, kafle z XIV – XVIII wieku.
Na II kondygnacji zorganizowano przekrój przez historię miasta od lokacji po wiek XVII: archiwalia, fragmenty najstarszego wodociągu miejskiego, lubelskie kafle renesansowe i Krzyż Trybunalski z XVII wieku. Na III kondygnacji pokazano dzieje Lublina od XVII do XIX stulecia, a wśród eksponatów są: XVII-wieczne malowidło na murze przedstawiające św. Teklę (przeniesione z kamienicy na Starym Mieście), XVIII-wieczne zegary kaflowe, symboliczne klucze miasta, pamiątki po powstaniach listopadowym i styczniowym, obrazy przedstawiające Lublin z przełomu XIX i XX wieku.
Na IV kondygnacji zilustrowano historię Lublina w XIX i XX wieku. Wystawiono tam portrety znanych Lublinian, reklamówki przedsiębiorstw lubelskich z XIX/XX wieku, mechanizm zegarowy z 1903 roku, fotografie z I wojny światowej, eksponaty odnoszące się do szkolnictwa. W historię II wojny światowej wprowadzają: grypsy, kenkarty, przedmioty wykonane przez więźniów Zamku Lubelskiego. Na V kondygnacji, obok fotogramów ukazujących przedwojenny Lublin, znajduje się taras widokowy.

## Wystawa stała

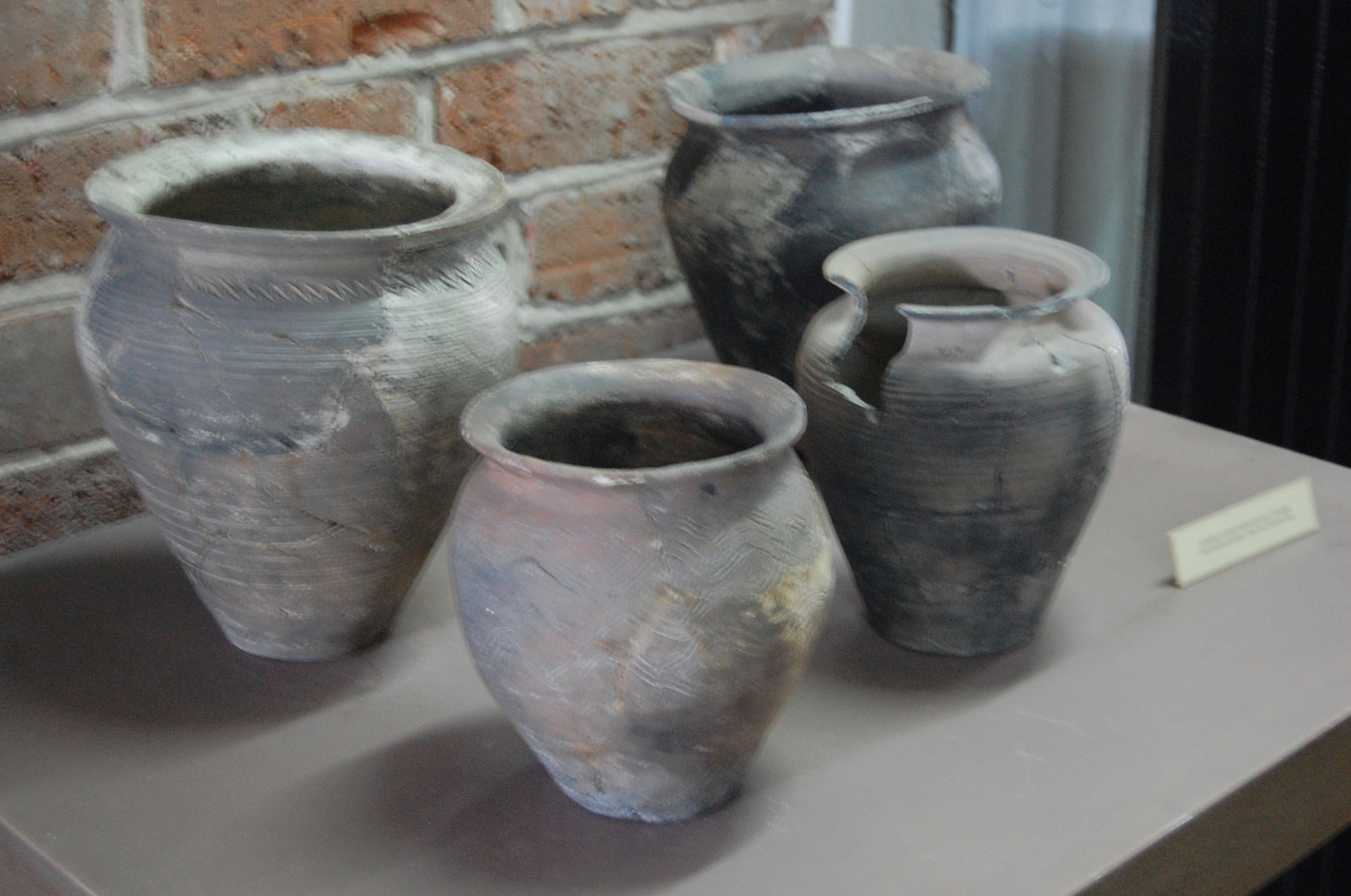
Ceramika odkryta podczas wykopalisk na wzgórzu Czwartek
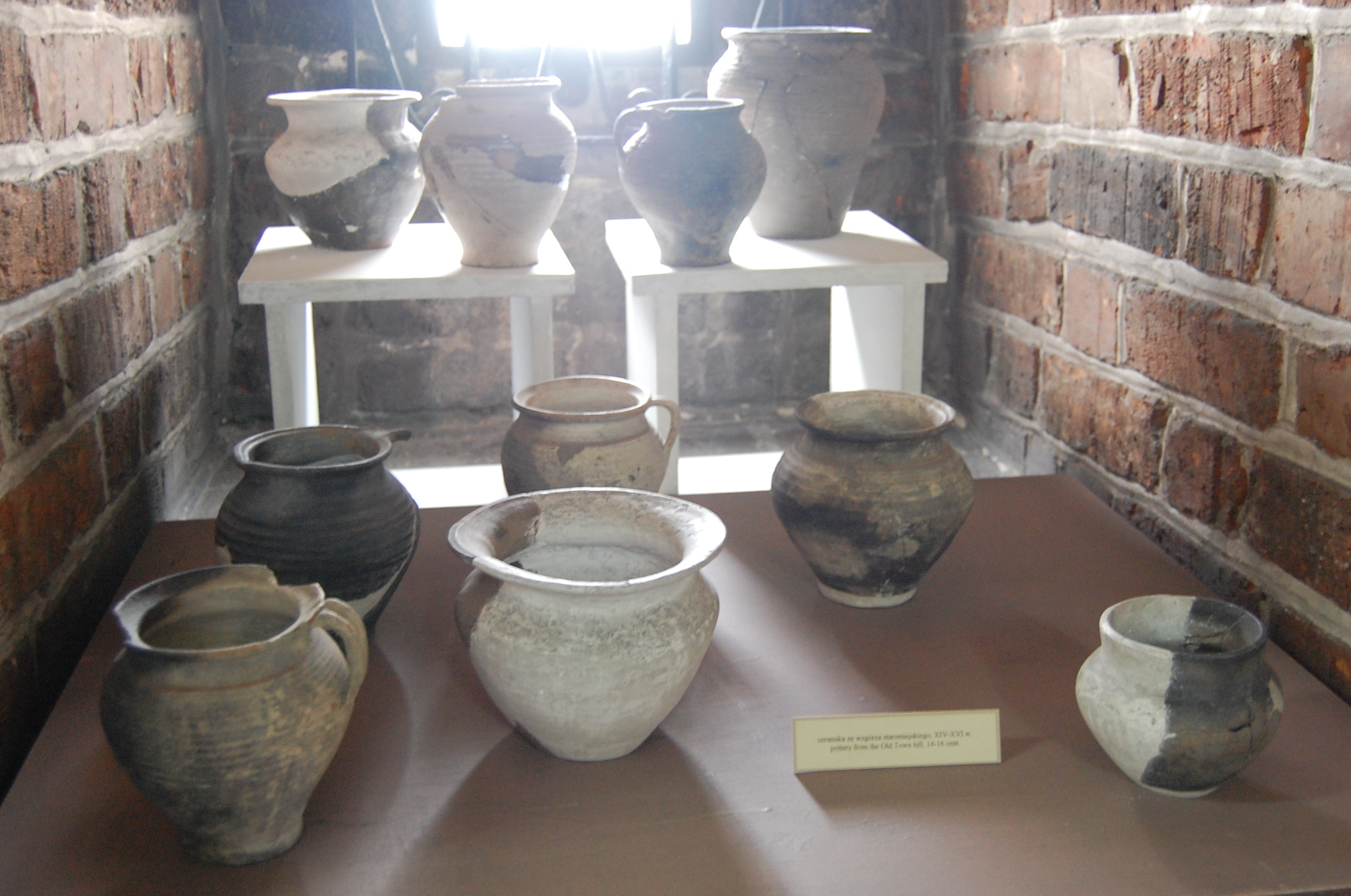
Ceramika ze wzgórza staromiejskiego
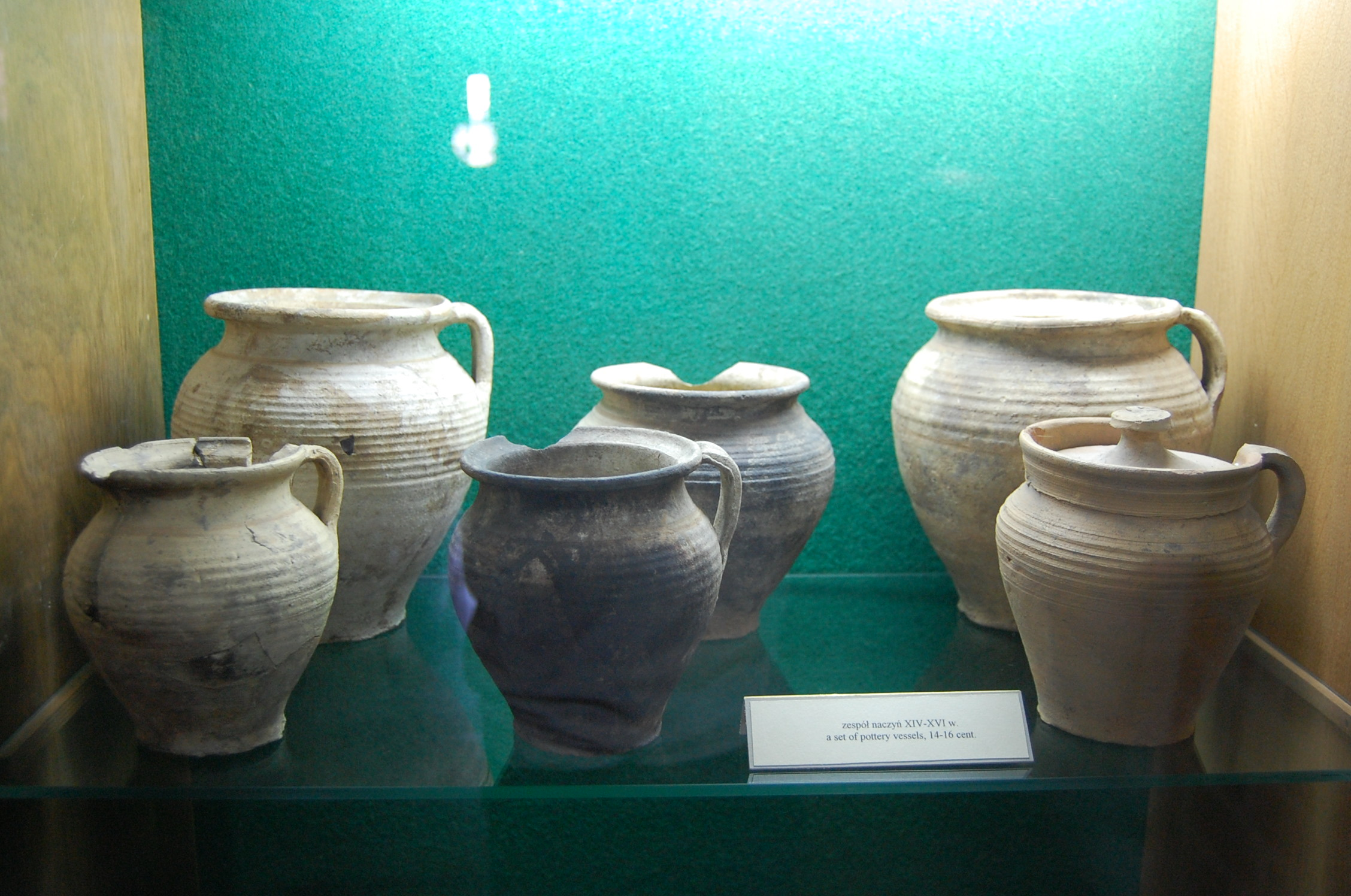
Zespół ceramiki. XIV – XVI wiek
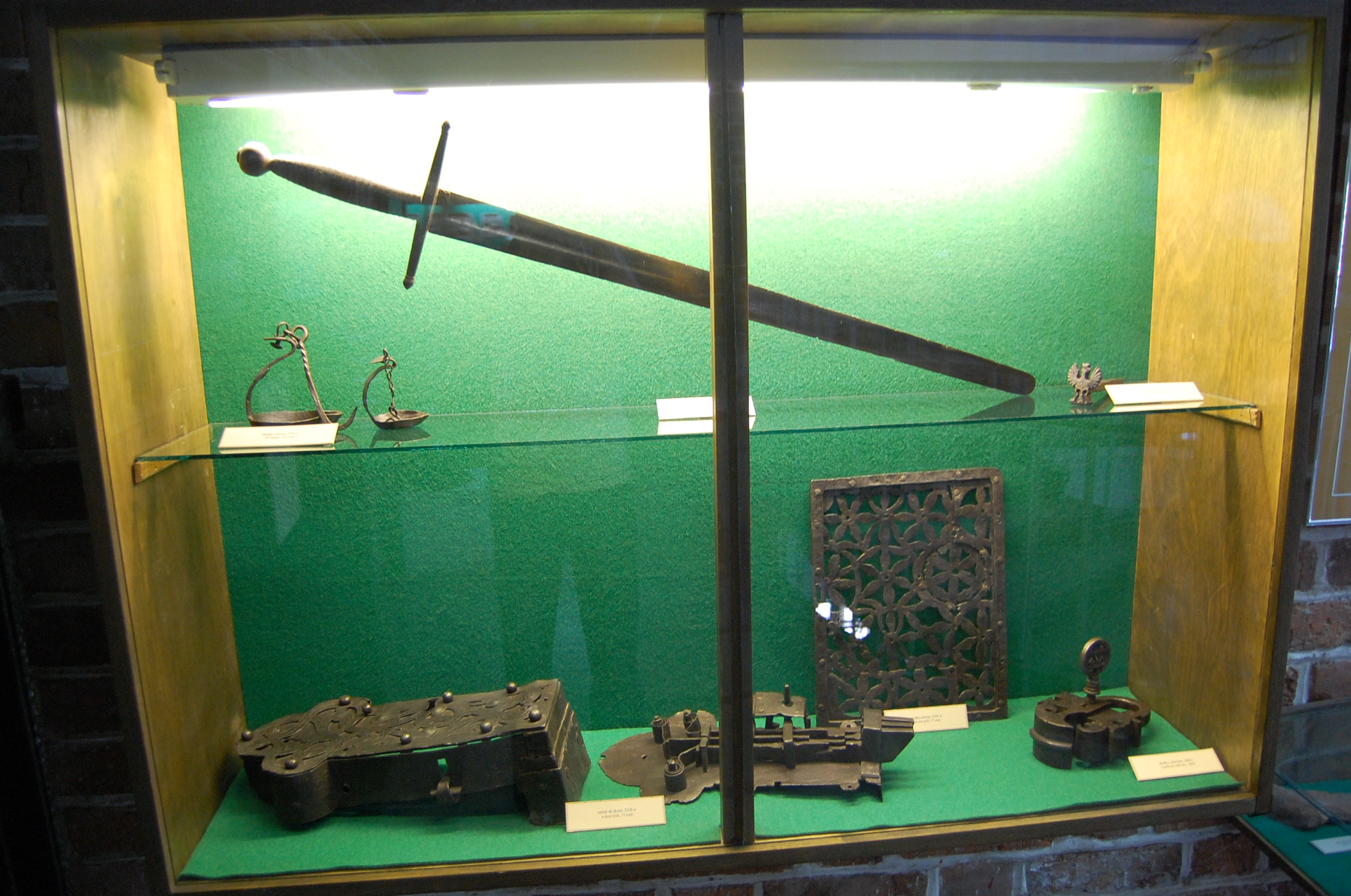
Wyroby z metalu
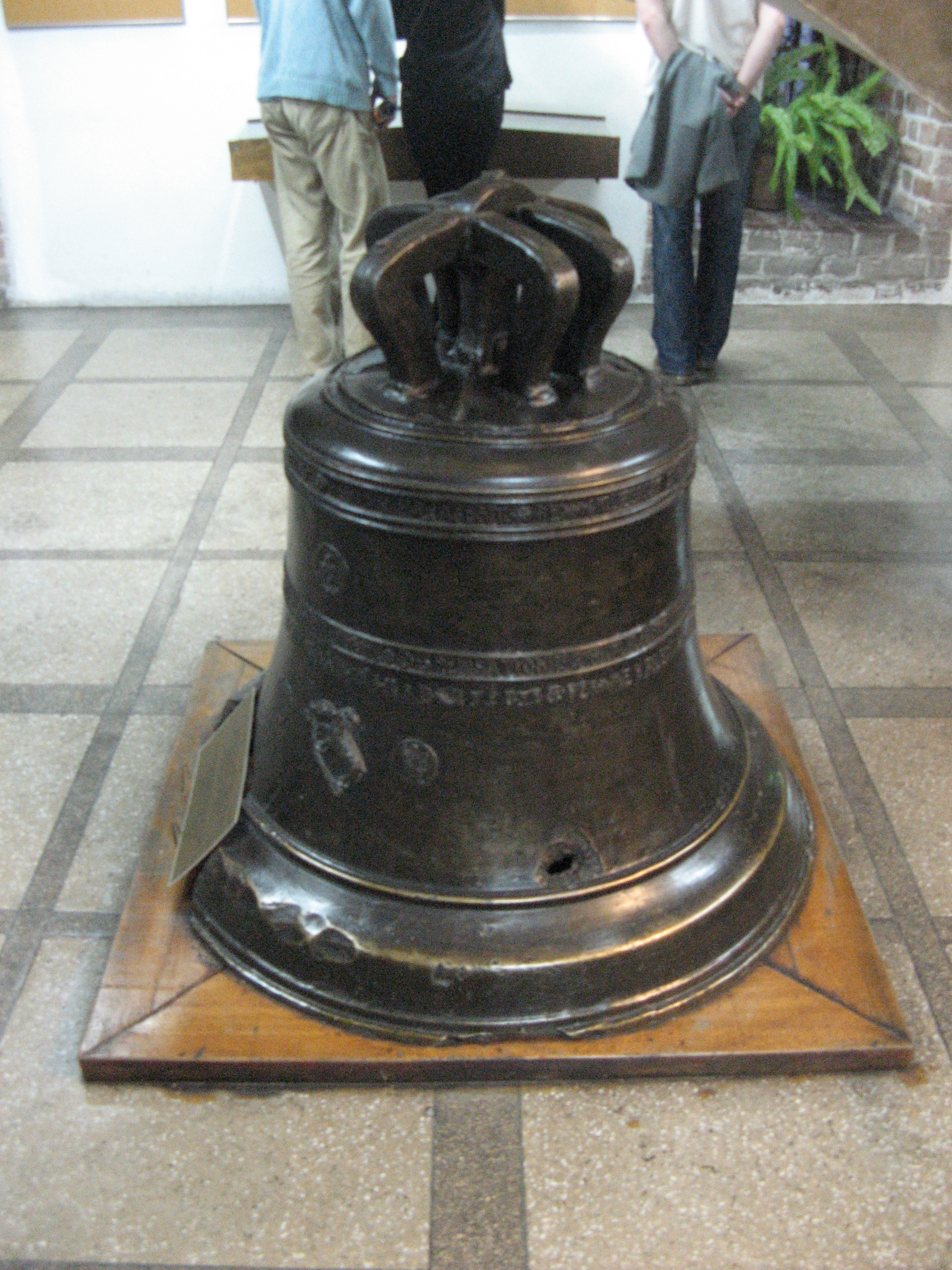
Dzwon zegarowy odlany w 1585 roku w Lublinie i umieszczony w Bramie Krakowskiej. Uszkodzony w 1944 roku.
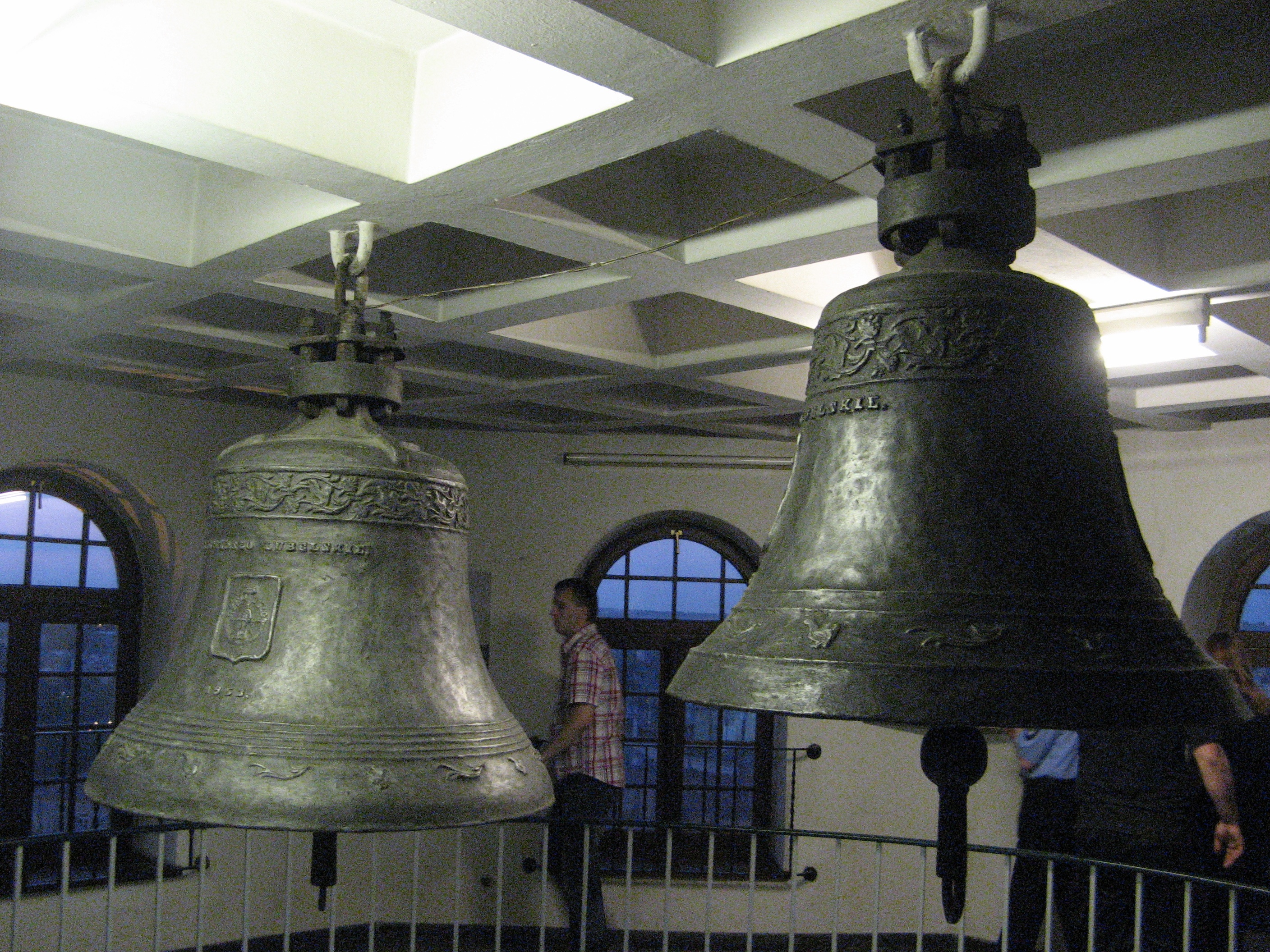
Dzwony

## Kierownictwo
- Maria Gąszczyk (1965-1978)[1]
- Jadwiga Chmielak (1978-2000)[1]
- dr Grażyna Jakimińska (2000-2015)[1]
- Magdalena Piwowarska (od 2015)[5]